# Сапожников Абрам Самуїлович
Абрам Самуїлович Сапожников (1923—1998) — учасник Великої Вітчизняної війни, командир батареї 682-го гаубичного артилерійського полку (235-а стрілецька дивізія, 43-а армія, 3-й Білоруський фронт), Герой Радянського Союзу, полковник.

## Біографія
Народився в сім'ї службовця. Єврей. Член КПРС з 1942 року. Закінчив 10 класів. У РККА з 1941 року. У тому ж році закінчив Томське артилерійське училище.
У діючій армії з 1942 року. Відзначився 20 січня 1945 року в районі селища Гросс-Фридрихсдорф (нині Славського району Калінінградської області). Коли батарея, переслідуючи відступаючого противника, натрапила на його засідку, організував кругову оборону і вогнем знищив велику групу ворожих солдатів і кілька вогневих точок. У лютому 1945 року в боях на Земландському півострові батарея відбила 5 ворожих контратак, підбила 2 танка, знищила 4 гармати, чим забезпечила стрілецьким підрозділам вихід до узбережжя Балтійського моря.
6 квітня 1945 року брав участь у штурмі Кенігсберга. Звання Героя Радянського Союзу присвоєно 19 квітня 1945 року.
З 1946 року — в запасі. У 1950 році закінчив Свердловський юридичний інститут, служив в органах МВС. З 1980 року, в званні полковника — в запасі. Жив в Краснодарі.

## Нагороди
За героїзм і мужність, проявлені в боях у Східній Пруссії, Указом Президії Верховної Ради СРСР від 19 квітня 1945 капітану Сапожникову Абраму Самуїловичу присвоєно звання Героя Радянського Союзу з врученням ордена Леніна і медалі «Золота Зірка» (№ 7688).
Нагороджений орденами Червоного Прапора (17.04.1945), Вітчизняної війни 1-й (11.03.1985) і 2-й (13.01.1944) ступенів, Трудового Червоного Прапора, Червоної Зірки (28.07.1943), «Знак Пошани», медаллю " за відвагу "(27.09.1942), іншими медалями.